# Winton Motor Raceway
Il Winton Motor Raceway è un autodromo situato nella cittadina australiana di Benalia.

## Storia
Il progetto per la realizzazione del circuito venne iniziato nel 1958 e due anni dopo sono iniziati i lavori di costruzione. La prima competizione venne ospitata nel Novembre del 1961. Nel 1997 il percorso è stato allungato e sono stati aggiunti nuovi box. Tra le maggiori competizioni che vi si disputano vi sono il V8 Supercars e vari eventi di drifting.
Dal 2000 il tracciato ospita la Formula SAE Australasia, una competizione che vede sfidarsi laureandi ingegneri di tutto il mondo nella creazione di una monoposto da corsa.

## Struttura
Il tracciato era originariamente lungo 2,03 km e presentava 11 curve. Tale configurazione è ancora esistente ed è oggi denominata Club Circuit. Il percorso aggiornato nel 1997 prende il nome di Winton National Circuit ed è lungo 3 km.

## Galleria d'immagini

Il Winton Club Circuit